# 26963 Палорапави
26963 Палорапави (26963 Palorapavý) — астероїд головного поясу, відкритий 13 серпня 1997 року.
Тіссеранів параметр щодо Юпітера — 3,388.